# Fabbrica Curone
Fabbrica Curone (Frògna in dialetto tortonese, Fràuga nel dialetto locale) è un comune italiano di 544 abitanti della provincia di Alessandria, in Piemonte.
Fanno parte del comune le frazioni di Brentassi, Bruggi, Ca Bastardini, Caldirola, Ciossa, Costa dei Ferrai, Forotondo, Garadassi, La Gioia, Lunassi, Montecapraro, Morigliassi, Pareto, Pradaglia, Remeneglia, Salogni, Selvapiana, Serra Ponte del Mulino e le località di Areglia, Case Ciossa, Frinti, La Ca, La Lubia, Laghizzolo e Torricella.

## Geografia fisica
Il comune è situato nell'alta valle del torrente Curone. È il comune più orientale della regione (confina inoltre con l'Emilia-Romagna e la Lombardia).

## Storia
Territorio soggetto alla giurisdizione dell'abbazia di San Colombano di Bobbio, sorse come piccolo aggregato urbano intorno all'antica pieve. Dotato di castello, fu soggetto ai vescovi di Tortona, in seguito a bolla papale nel 1157.
Elevato al rango di feudo imperiale, fu attribuito ai Malaspina, che lo tennero fino alla soppressione (1797).
Al referendum istituzionale del 1946, il 58,4% degli elettori locali votò per la monarchia e il 41,5% per la Repubblica.

### Simboli
Lo stemma e il gonfalone del comune di Fabbrica Curone sono stati concessi con decreto del presidente della Repubblica del 19 ottobre 1962.
Lo stemma è uno scudo trinciato di azzurro e di rosso, alla banda di azzurro, caricata di una banda ondata d'argento, attraversante sulla trinciatura, accompagnata in capo da tre stelle d'oro, ordinate in fascia, e in punta da una torre di pietra merlata alla guelfa.
Il gonfalone è un drappo trinciato di azzurro e di rosso.

## Monumenti e luoghi d'interesse
Pieve di Santa Maria Assunta. L'antica pieve è un edificio romanico, composto da una navata centrale con tetto a capanna e da due navate laterali con tetto a falda semplice. L'ingresso è impreziosito da un portale in pietra, sormontato da una lunetta contenente un fregio romanico. Il protiro che movimenta la facciata è un'aggiunta recente (XIX secolo).
In frazione Lunassi è stato recentemente istituito un Museo della civiltà contadina, in cui sono raccolti strumenti, attrezzi, macchinari, documenti ed oggetti che dimostrano al visitatore la lotta per la sopravvivenza di una popolazione attaccata ad una terra poco fertile.
La frazione di Caldirola (1.110 m s.l.m.) è una nota stazione sciistica dotata di impianti di risalita.
Altra frazione è Salogni (950 m s.l.m.) presso cui scorre il rio Maestro, sormontato dalla cappelletta della Madonna della Cintura (origine XVI secolo). Da Salogni è possibile raggiungere quota 1400 m tramite strada asfaltata e da qui, percorrendo alcuni sentieri, i monti Chiappo (1699 m) ed Ebro (1701 m). Sempre da Salogni tramite sentiero n. 108 del C.A.I. si può raggiungere il Rifugio Ezio Orsi (m 1397) situato ai piedi del monte Ebro (m 1701).

## Società

### Evoluzione demografica
Nel corso dell'ultimo secolo il comune ha perso oltre l'80% della popolazione totale.
Abitanti censiti

## Cultura
Questo paese fa parte del territorio culturalmente omogeneo delle Quattro Province (Alessandria, Genova, Pavia, Piacenza), caratterizzato da usi e costumi comuni e da un importante repertorio di musiche e balli molto antichi. Strumento principe di questa zona è il piffero appenninico che accompagnato dalla fisarmonica, e un tempo dalla müsa (cornamusa appenninica), guida le danze e anima le feste.

## Amministrazione
Di seguito è presentata una tabella relativa alle amministrazioni che si sono succedute in questo comune.
| Periodo        | Periodo        | Primo cittadino  | Partito                             | Carica  | Note  |
| -------------- | -------------- | ---------------- | ----------------------------------- | ------- | ----- |
| 23 giugno 1985 | 5 giugno 1990  | Eugenio Ferrari  | Partito Socialista Italiano         | Sindaco | [ 8 ] |
| 5 giugno 1990  | 24 aprile 1995 | Eugenio Ferrari  | Partito Socialista Italiano         | Sindaco | [ 8 ] |
| 24 aprile 1995 | 14 giugno 1999 | Eugenio Ferrari  | centro-sinistra                     | Sindaco | [ 8 ] |
| 25 giugno 1999 | 14 giugno 2004 | Eugenio Ferrari  | lista civica                        | Sindaco | [ 8 ] |
| 14 giugno 2004 | 8 giugno 2009  | Valter Toso      | lista civica                        | Sindaco | [ 8 ] |
| 8 giugno 2009  | 12 giugno 2014 | Roberto Deantoni | lista civica                        | Sindaco | [ 8 ] |
| 12 giugno 2014 | 26 maggio 2019 | Fabio Sala       | lista civica: esperienza e gioventù | Sindaco | [ 8 ] |
| 26 maggio 2019 | 9 giugno 2024  | Roberto Deantoni | lista civica: uniti per migliorare  | Sindaco | [ 8 ] |
| 9 giugno 2024  | in carica      | Roberto Deantoni | lista civica: uniti per migliorare  | Sindaco | [ 8 ] |

### Altre informazioni amministrative
Il comune faceva parte della Comunità Montana Valli Curone Grue e Ossona.

## Galleria d'immagini

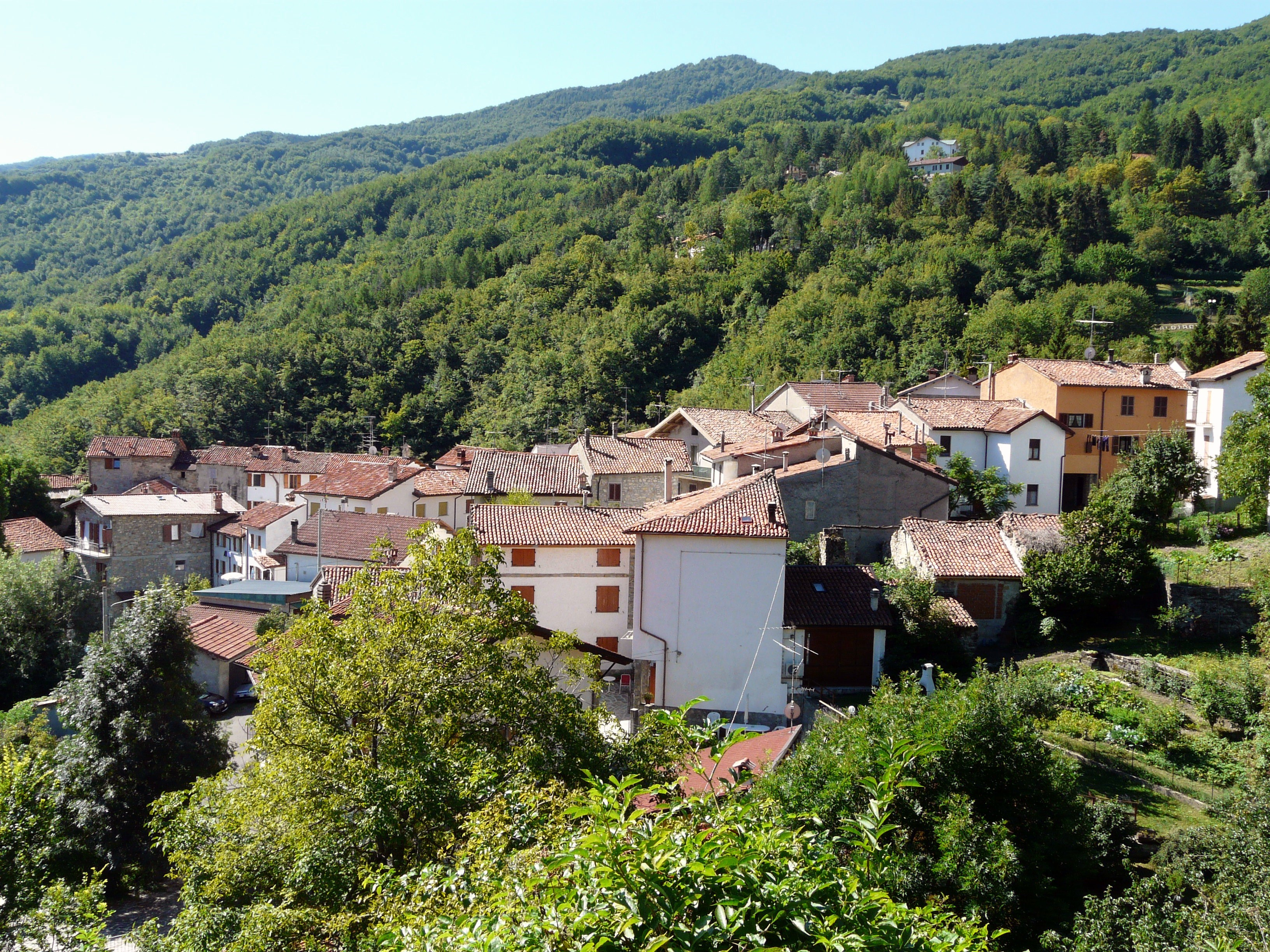
Caldirola vista dal campo sportivo
La chiesa di Bruggi
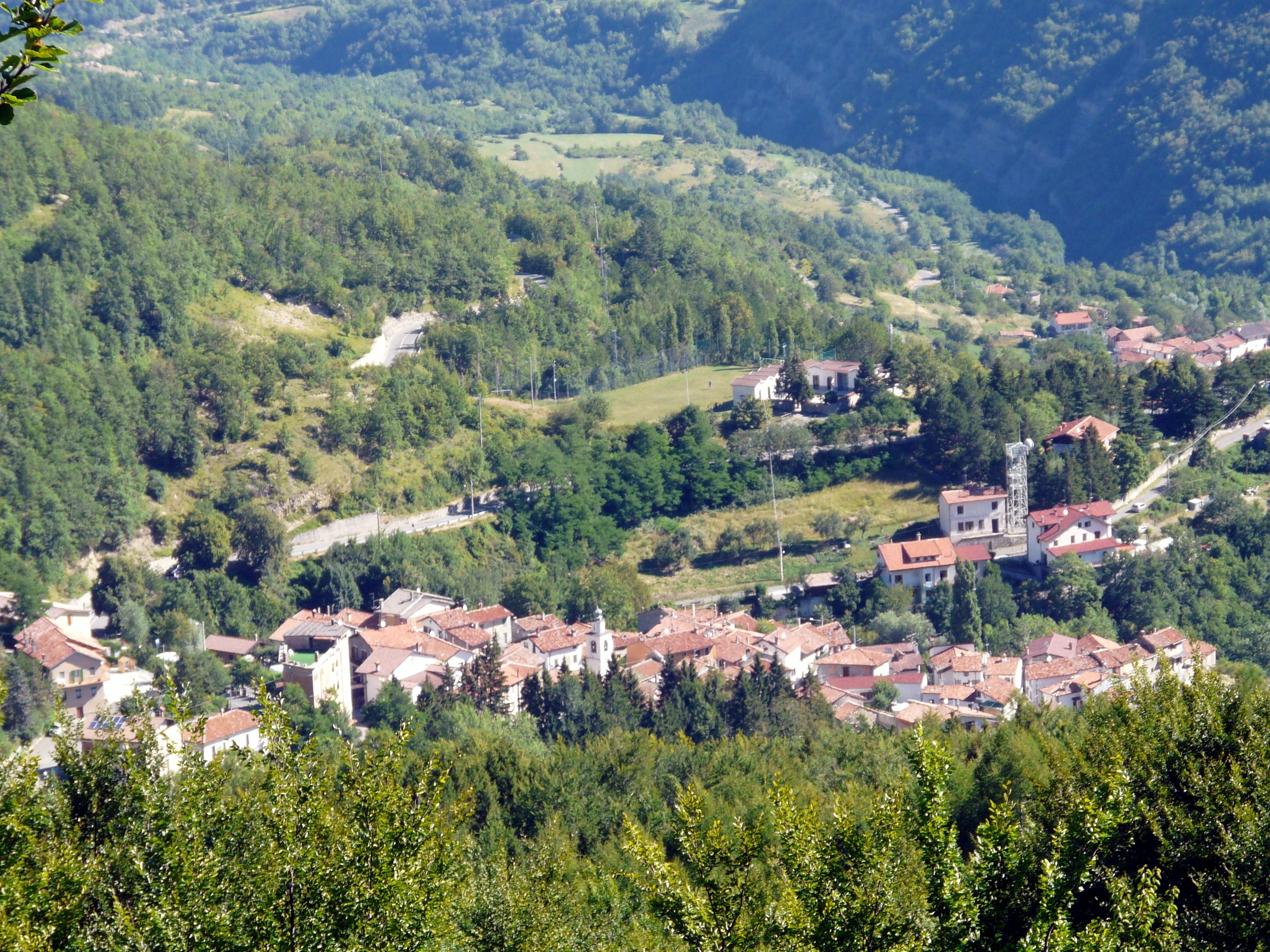
Caldirola